# کازوما شیینا
کازوما شیینا (انگلیسی: Kazuma Shiina؛ زادهٔ ۲۶ اوت ۱۹۸۶) بازیکن فوتبال اهل ژاپن است.